# Rue Notre-Dame (Nancy)
Pour les articles homonymes, voir Rue Notre-Dame.
La rue Notre-Dame est une voie de la commune de Nancy, sise dans le département de Meurthe-et-Moselle, en région Lorraine.

## Situation et accès
La voie piétonne, d'une direction générale nord-sud, est comprise dans le périmètre de la Ville-neuve, et appartient administrativement au quartier Charles III - Centre Ville.
Elle débute au nord au carrefour partagé avec la rue Saint-Jean, et se termine rue Saint-Thiébaut, après avoir croisé le Passage Bleu.

## Origine du nom
La dénomination actuelle date de l'époque de Charles III. Notre-Dame est le nom de l'ancienne église édifiée au début du XVIIe siècle à l'emplacement de l'église Saint-Sébastien. Cette église, construite en 1603, est dédiée à l'Annonciation de Notre-Dame. L'église Saint-Sébastien, construite par Jennesson de 1720 à 1731, remplace la primitive église Notre-Dame qui a servi alors pendant plus d'un siècle d'église paroissiale.
Pour Babel, ce nom lui vient ou d'une statue de la Vierge, placée à l'angle d'une maison ou au milieu d'une façade, ou plutôt du voisinage de l'ancienne Primatiale ou première provisionnelle.

## Historique
Cette rue est la 4ème créée par le duc Charles III pour la Ville-Neuve. Elle est alors beaucoup plus longue et importante et va de la place Dombasle à la rue Cyfflé. Un de ses tronçons est devenu rue Gilbert et le lycée l'a complètement fermé au nord. Au sud, le nouveau quartier Saint-Sébastien et la construction de son Centre Commercial l'ampute de toute une partie devenue insalubre. Elle devient piétonne en 1976.
La démolition de cette rue a fait disparaître des immeubles avec des portails, niches, cours intérieures, puits, et cages d'escaliers intéressants.
Ancienne « ruelle des Artisans » sous Charles III, elle a porté les noms de rue Notre-Dame en 1700, rue des Minimes en 1728, rue de la Communauté des Prêtres, cul-de-sac des Bénédictins, rue de Fénelon en 1791, rue Caton en 1793, impasse Brutus, rue Fénelon en 1795, rue Notre Dame en 1814, rue Jean-Lamour (à cause de la maison du célèbre artiste nancéien Jean Lamour, au n° 32) en janvier 1867,et rue Notre-Dame depuis février 1867.

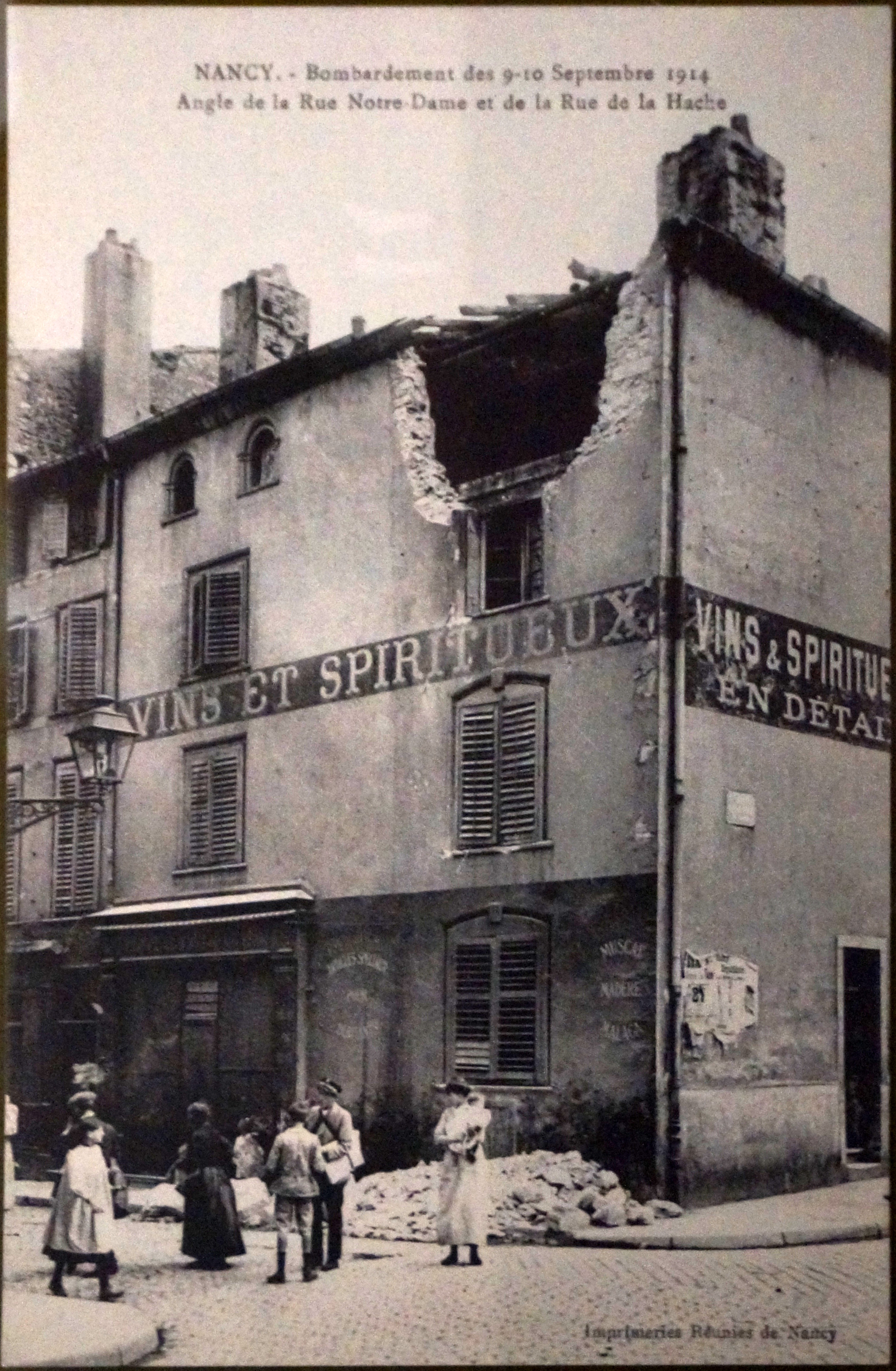
Bombardement, en 1914, de la rue Notre-Dame.

## Bâtiments remarquables et lieux de mémoire
- Maison du serrurier Jean Lamour, ornée de nombreuses ferronneries. A présent disparue, elle se trouvait derrière l'église Saint-Sébastien à l'emplacement du Centre Commercial[1].
- Passage Bleu, construit dans les années 1930 par Émile André, a son entrée est rue Notre-Dame.